# Чемпионат мира по дзюдо в абсолютной категории 2017
Чемпионат мира по дзюдо в абсолютной весовой категории 2017 года прошёл 11-12 ноября в Марракеше (Марокко).

## Медалисты
| Дисциплины | Золото                | Серебро                             | Бронза                                        |
| ---------- | --------------------- | ----------------------------------- | --------------------------------------------- |
| Мужчины    | Тедди Ринер · Франция | Тома Никифоров · Бельгия            | Алекс Мендоса · Куба Такэси Одзутани · Япония |
| Женщины    | Сара Асахина · Япония | Лариса Церич · Босния и Герцеговина | Нихель Руху · Тунис Идалис Ортис · Куба       |

## Общий медальный зачёт
| Место          | Страна               | Золото | Серебро | Бронза | Всего |
| -------------- | -------------------- | ------ | ------- | ------ | ----- |
| 1              | Япония               | 1      | 0       | 1      | 2     |
| 2              | Франция              | 1      | 0       | 0      | 1     |
| 3              | Бельгия              | 0      | 1       | 0      | 1     |
| 3              | Босния и Герцеговина | 0      | 1       | 0      | 1     |
| 5              | Куба                 | 0      | 0       | 2      | 2     |
| 6              | Тунис                | 0      | 0       | 1      | 1     |
| Всего стран: 6 | Всего стран: 6       | 2      | 2       | 4      | 8     |